# بالا کاینوید (پنسیلوانیا)
بالا کاینوید (به انگلیسی: Bala Cynwyd) یک منطقهٔ مسکونی در ایالات متحده آمریکا است که در پنسیلوانیا قرار دارد.